# 1846 v športu
1846 v športu.

## Bejzbol
- 19. junij - Prva bejzbolska tekma odigrana pod pravili knickerbockerjev na stadionu Elysian Fields v Hobokenu

## Konjske dirke
- Grand National - zmagovalec Pioneer, jahač William Taylor